# TT342
La tombe thébaine TT 342 est située à Cheikh Abd el-Gournah, dans la nécropole thébaine, sur la rive ouest du Nil, face à Louxor en Égypte.
C'est la sépulture de Thoutmôsis, hérault royal en chef, durant le règne de Thoutmôsis III (XVIIIe dynastie).